# أوسكار فريدريكسن
أوسكار فريدريكسن (بالنرويجية البوكمول: Oscar F. Fredriksen)‏ هو متزلج سريع نرويجي، ولد في 17 يوليو 1872، وتوفي في 16 أغسطس 1920.

## وصلات خارجية
- أوسكار فريدريكسن على موقع SpeedSkatingBase.eu (الإنجليزية)
- أوسكار فريدريكسن على موقع SpeedSkatingNews.info (الإنجليزية)
- أوسكار فريدريكسن على موقع SpeedSkatingStats.com (الإنجليزية)